# Neelysia
Neelysia é um gênero de traça pertencente à família Agonoxenidae.